# 茹马别克·塔舍涅夫
茹马别克·艾哈迈托维奇·塔舍涅夫，（俄语：Жумабек Ахметович Ташенeв，1915年3月7日（格里历：3月20日）—1986年11月19日），哈萨克族，苏联党和国家领导人。曾任北哈萨克斯坦州州长、阿克纠宾斯克州委第一书记、哈萨克苏维埃社会主义共和国最高苏维埃主席团主席、哈萨克苏维埃社会主义共和国部长会议主席等职。经济学副博士学位。

## 生平
- 1915年3月7日（格里历：3月20日）出生于沙俄阿克莫林斯克州维什涅夫斯基区塔纳古尔村的一个贫农家庭，属哈萨克族中玉兹阿尔浑部。
- 1933年-1934年，阿克莫拉铁路建设学院民用建筑专业学习。因为人才紧缺在学习一年后肄业参加工作，任阿克莫林斯克地区政府党组书记。
- 1934年-1935年，卡拉干达州克拉斯诺亚尔斯克地区政府党组书记。
- 1935年-1936年，卡拉干达州纽林区规划委员会主席。
- 1936年-1938年，卡拉干达州维什涅夫区政府党组书记。
- 1938年，卡拉干达州卡拉干达地区政府助理。
- 1938年-1939年，北哈萨克斯坦州贸易厅公共餐饮部部长。
- 1939年，北哈萨克斯坦州苏维埃地区政府党组书记。
- 1939年-1944年，北哈萨克斯坦州苏维埃地区国土局局长；北哈萨克斯坦州国土厅副厅长。1940年加入联共（布）。
- 1944年-1947年，哈共（布）北哈萨克斯坦州委副书记，兼任北哈萨克斯坦州畜牧厅厅长。
- 1947年-1948年12月，北哈萨克斯坦州第一副州长。
- 1948年12月-1952年1月，北哈萨克斯坦州州长。
- 1952年1月-1955年4月，哈共阿克纠宾斯克州委第一书记。1955年毕业于莫斯科苏共中央高级党校。
- 1955年3月-1960年1月，哈萨克苏维埃社会主义共和国最高苏维埃主席团主席。
- 1960年1月-1961年1月，哈萨克苏维埃社会主义共和国部长会议主席，因反对赫鲁晓夫的处女地运动而被免职。
- 1961年2月-1963年1月，南哈萨克斯坦州、奇姆肯特州副州长。1962年获经济学副博士学位。
- 1963年1月-1964年12月，奇姆肯特农村区副区长。
- 1964年12月-1975年，奇姆肯特州副州长。
- 1975年起退休，奇姆肯特市的个人养老金领取者。
- 1986年11月18日于奇姆肯特逝世，享年71岁。

塔舍涅夫是苏共20-21大代表，第20-21届中央候补委员；第5届苏联最高苏维埃民族院代表；第3-5届哈萨克苏维埃社会主义共和国最高苏维埃代表。

## 荣誉
- 列宁勋章
- 劳动红旗勋章
- 荣誉勋章
- 劳动英勇奖章